# スタニスラフ・ストラチェフ
スタニスラフ・ストラチェフ（ブルガリア語:Станислав Стратиев, 1941年9月9日 - 2000年9月20日）は、ブルガリアの劇作家・作家・ジャーナリスト。映画の脚本やラジオの台本も手掛けた。

## 経歴
スタニスラフ・ストラチェフは、一九四一年九月九日、首都ソフィアで生れた。義務教育終了後、一九六二年まで工場で金属切断工として働いたが、その間、一九五八年以降、新聞や雑誌に短編や世相戯評を書いていた。一九六ハ年、ソフィア大学言語学科を卒業し たが、それ以前からジャーナリストとして「民族の青年」紙で働き(一九六四—六八)、次いで「熊ん蜂」紙 で編集長を勤めた(一九六八—七六)。一九七六年からは国立諷刺劇場のドラマ作家となっている。また、一 九八五年にはブルガリアの最高文学賞であるディミトロフ賞を受賞した。最初に出した本は短編集『さびしい風車』(一九六九)で、これは現代の諸問題を孕んだ子供の世界を映し 出したものである。続いて、七〇年代からは、中編小説『木の間の野鴨』(一九七二)始め、次々に〃人間” を書いた作品を出している。『風景からの詳細』(一九七八)では、当面する緊急課題に触れているが、これは 中編『長くはない太陽』(一九七七)と『危ないみつばち』(一九七七)を合わせて一冊にまとめたものであ る。ストラチェフには、社会、風俗、心理的問題が多面的に結びついたものが多い。また、『トロイの馬』(一 九七ー)、『歌う船』(一九七三)、『犬のいる風景』(一九七七)のようなユーモア小説もある。ハ〇年代に入っ てからの作品には子供向きの戯曲『短かいけれども人生だ』(一九ハ四)、人形劇『ラガツア』(一九ハ五)等 がある。これは、ラガツアという洋梨の話で、子供向きに作られたとはいえ、大人にとっても楽しい内容であ る。ほかに、テレビや映画のシナリオも書いている。若い女性の愛を綴ったロマンチック・ラブストーリー 『警備員』、地方のレストランで演奏し生計を立てている貧しいオーケストラ員と女性歌手の人生をコメディ タッチで描いた『名前のないオーケストラ』、また、『危ないみつばち』を基にして、映画の製作に携わる人々 の人生!運転手の恋愛等!を描いた映画『バランス』は、検閲により変更を余儀なくされた箇所もある が、ハ三年、モスクワ映画祭で大賞を受賞した。九〇年代に入ってからの作品には、『ブルガリアのモデル』(一九九一)、『誇り高くあるための修練』(一九 九三)等、諷刺的なものがあるが、まず挙げられるのは、六人の老人の人生をオムニバス形式で書いた『片方または裏側』(一九九三)であろう。これは、BBCのラジオ劇賞を受賞した。このように、映画、テレビで も活躍し、国際的賞のほか、五年ごとに催されるブルガリア戯曲・演劇祭でも三回続けて賞を得ている。 彼の名を揺るぎないものにしたのは、七〇年代半ばから諷刺劇場のため次々に書いたコメディであろう。 そのうち、とくに好評を得た三篇を本書に収めた。これらは今でもブルガリアの諷刺劇場で上演されている ばかりか、ロシア、ポーランド、チェコ、トルコ、ギリシャ等、十以上の劇場で公演され、翻訳も十五か国語 で出された。

## 主な作品
- 『ローマ風呂騒動』(1974年)[4][5]
- 『スエードのジャケット』(1976年)
- 『バス』(1980年)
- 『ラガツア』(1982年)
- 『朴念仁』(1983年)
- 『短かいけれども人生だ』(1986年)
- 『風景からの詳細』(1987年)
- 『ブルガリアのモデル』(1992年)
- 『片方 または裏側』(1993年)[6]
- 『誇り高くあるための修練』(1994年)
- 『うさぎの冬の過ごし方』(1996)[7]

## 映画脚本
- 『警備員』(1974年)
- 『長くはない太陽』(1979年)
- 『名前のないオーケストラ』(1982年)
- 『バランス』(Balance)(1983年)

## 日本語訳
- 真木三三子 訳『ローマ風呂騒動』（恒文社、1997年6月）、ISBN 4770409133 - 1980年までの戯曲を網羅した作品集 (『ローマ風呂騒動』、『スエードのジャケット』、『バス』)。[8]